# Hassell National Park
Hassell National Park är en park i Australien. Den ligger i delstaten Western Australia, omkring 380 kilometer sydost om delstatshuvudstaden Perth.
Runt Hassell National Park är det mycket glesbefolkat, med 3 invånare per kvadratkilometer.. Det finns inga samhällen i närheten.
I omgivningarna runt Hassell National Park växer i huvudsak städsegrön lövskog. Genomsnittlig årsnederbörd är 688 millimeter. Den regnigaste månaden är september, med i genomsnitt 107 mm nederbörd, och den torraste är februari, med 12 mm nederbörd.